# Bodendenkmal Hohlwegesystem Hardt

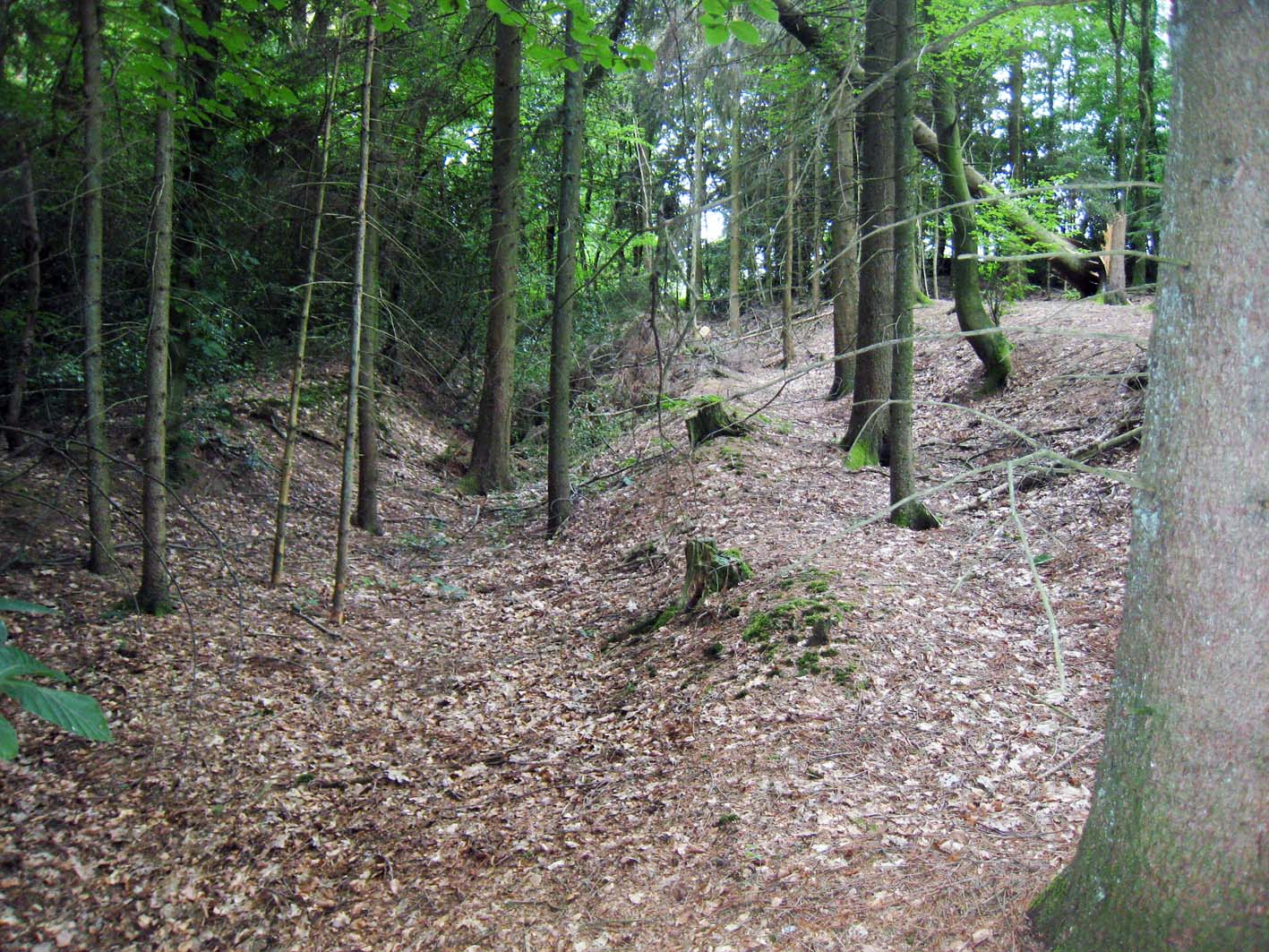
Hohlwegesystem an der Einmündung der Straße von Hardtknippen in die Straße Hardt

Das Bodendenkmal Hohlwegesystem Hardt erstreckt sich vom Milchborntal durch das Waldgebiet Hardt in östlicher Richtung bis auf die Höhe von Hardtknippen im Stadtteil Herkenrath von Bergisch Gladbach im Rheinisch-Bergischen Kreis.

## Beschreibung
Es handelt sich um zwei Wegesysteme, die jeweils aus vier einzelnen Hohlwegen bestehen. Nordwestlich von Moitzfeld aus dem Milchborntal kommend ziehen sie sich weiter in nordöstlicher Richtung und treffen an der Wegegabelung Hardtknippen/Hardt zusammen. Man sieht tief eingeschnittene, stellenweise drei bis vier Meter breite Fahrspuren. Es handelt sich dabei um mittelalterliche Handelswege, die von Deutz bzw. Mülheim kamen und über Kürten weiter in Richtung Wipperfürth führten.
Die Hohlwege sind bedeutend für die Wirtschafts- und Sozialgeschichte des Bergischen Landes sowie für die wissenschaftliche Erforschung der verkehrstechnischen Entwicklung der mittelalterlich frühneuzeitlichen Handelswege. Dementsprechend besteht ein Öffentliches Interesse an ihrer Erhaltung.

## Bodendenkmal
Das Gebiet ist unter Nr. 13 in die Liste der Bodendenkmäler in Bergisch Gladbach eingetragen.